# Felicija
Felicija (lat. Felicia), rod jednogodišnjeg raslinja, trajnica, polugrmova i grmova iz porodice glavočika smješten u podtribus Homochrominae, dio tribusa Astereae. 
Postoji 89 vrsta iz tropske i Južne Afrike i Arapskog poluotoka.

## Vrste
1. Felicia abyssinica Sch. Bip. ex A. Rich.
2. Felicia aculeata Grau
3. Felicia aethiopica (Burm. fil.) Grau
4. Felicia alba Grau
5. Felicia amelloides (DC.) Voss
6. Felicia amoena (Sch. Bip.) Levyns
7. Felicia annectens (Harv.) Grau
8. Felicia anthemidodes (Hiern) Mendonça
9. Felicia australia (Alston) E. Phillips
10. Felicia bampsiana Lisowski
11. Felicia bechuanica Mattf.
12. Felicia bellidioides Schltr.
13. Felicia bergeriana (Spreng.) O. Hoffm. ex Zahlbr.
14. Felicia boehmii O. Hoffm.
15. Felicia brevifolia (DC.) Grau
16. Felicia burkei (Harv.) L. Bolus
17. Felicia caespitosa Grau
18. Felicia cana DC.
19. Felicia canaliculata Grau
20. Felicia clavipilosa Grau
21. Felicia comptonii Grau
22. Felicia cymbalariae (Aiton) Bolus & Wolley-Dod ex Adamson & Salter
23. Felicia cymbalarioides (DC.) Grau
24. Felicia dentata (A. Rich.) Dandy
25. Felicia denticulata Grau
26. Felicia deserti Schltr. ex Grau
27. Felicia diffusa (DC.) Grau
28. Felicia douglasii J. C. Manning & Magee
29. Felicia drakensbergensis J, M. Wood & M. S. Evans
30. Felicia dregei DC.
31. Felicia dubia Cass.
32. Felicia ebracteata Grau
33. Felicia echinata (Thunb.) Nees
34. Felicia elongata (Thunb.) O. Hoffm. ex Zahlbr.
35. Felicia ericifolia Mendonça
36. Felicia erigeroides DC.
37. Felicia esterhuysenii Grau
38. Felicia fascicularis DC.
39. Felicia ferulacea Compton
40. Felicia filifolia (Vent.) Burtt Davy
41. Felicia flanaganii Bolus
42. Felicia flava Beentje
43. Felicia fruticosa (L.) Nicholson
44. Felicia grantii (Oliv. & Hiern ex Oliv.) Grau
45. Felicia gunillae B. Nord.
46. Felicia heterophylla (Cass.) Grau
47. Felicia hirsuta DC.
48. Felicia hirta (Thunb.) Grau
49. Felicia hispida (DC.) Grau
50. Felicia hyssopifolia (P. J. Bergius) Nees
51. Felicia josephinae J. C. Manning & Goldblatt
52. Felicia joubertinae Grau
53. Felicia lasiocarpa (DC.) Compton
54. Felicia linearis N. E. Br.
55. Felicia linifolia (Harv.) Grau
56. Felicia macrorrhiza (Thunb.) DC.
57. Felicia martinsiana S. Ortiz
58. Felicia merxmuelleri Grau
59. Felicia microcephala Grau
60. Felicia microsperma DC.
61. Felicia minima (Hutch.) Grau
62. Felicia monocephala Grau
63. Felicia mossamedensis (Hiern) Mendonça
64. Felicia muricata (Thunb.) Nees
65. Felicia namaquana (Harv.) Merxm.
66. Felicia nigrescens Grau
67. Felicia nordenstamii Grau
68. Felicia odorata Compton
69. Felicia oleosa Grau
70. Felicia ovata (Thunb.) Compton
71. Felicia petiolata (Harv.) N. E. Br.
72. Felicia puberula Grau
73. Felicia quinquenervia (Klatt) Grau
74. Felicia rogersii S. Moore
75. Felicia rosulata Yeo
76. Felicia scabrida (DC.) Range
77. Felicia serrata (Thunb.) Grau
78. Felicia smaragdina (S. Moore) Merxm.
79. Felicia stenophylla Grau
80. Felicia tenella (L.) Nees
81. Felicia tenera (DC.) Grau
82. Felicia tsitsikamae Grau
83. Felicia uliginosa (J. M. Wood & M. S. Evans) Grau
84. Felicia venusta S. Moore
85. Felicia welwitschii (Hiern) Grau
86. Felicia westae (Fourc.) Grau
87. Felicia whitehillensis Compton
88. Felicia wrightii Hilliard & B. L. Burtt
89. Felicia zeyheri (Less.) Nees